# هجوم شمال العراق (آب 2014)
معركة شمال العراق هي معركة شنها داعش في المناطق الشمالية من العراق ضد قوات البيشمركة التابعة لإقليم كردستان وضد القوات العراقية، وقد كانت هذه المعركة هجومًا مفاجئًا من قبل داعش على قوات البيشمركة بالخصوص في بداية شهر أغسطس/آب 2014 وتمكن التنظيم خلال أيام قليلة من السيطرة على عدة مناطق في شمال وشرق مدينة الموصل من سنجار وزمار وتلكيف وبغديدا وبرطلة ومناطق سهل نينوى بالإضافة إلى مدينة مخمور في محافظة أربيل وسد الموصل بعد انسحاب قوات البيشمركة المفاجئ من تلك المناطق، شهد من جرائها هجرة العديد من أهالي تلك المناطق من المسيحيين والإيزيديين والشبك وتسببت بمذبحة كبيرة للإيزيديين في سنجار راح ضحيتها حوالي 5000 شخص منهم، بعد هذه المعركة تغيرت مجريات الحرب ضد داعش حيث قرر التحالف الدولي بقيادة الولايات المتحدة بدأ العمليات العسكرية ضد التنظيم وفرض حظر جوي على مناطقهم بالإضافة إلى دخول عدة ميليشيات قومية كردية من حزب العمال الكردستاني ووحدات حماية الشعب في الدخول للحرب ضد داعش في العراق، بعد أن شكل التنظيم خطر على مدن الإقليم الكبيرة حيث كان على مسافة 20 كلم من أربيل وحوالي 40 كلم من دهوك، إلا أن قوات البيشمركة إستطاعت بعدها بفترة قليلة من استعادة تلك المناطق مثل مخمور وسد الموصل بعد حصولها على دعم طيران التحالف الدولي.